# مارکوس گومز دی آراخو
مارکوس گومز دی آراخو (به پرتغالی: Marcos Gomes de Araujo) مهاجم اهل برزیل است که در شهر Rio Brilhante و در تاریخ ۲۳ مارس ۱۹۷۶ به دنیا آمده‌است.
مارکوس گومز دی آراخو در تیم‌های فوتبال Ourense ،Operário،کوریتیبا،توکیو وردی، یوکوهاما مارینوس و جف یونایتد ایچیهارا چیبا سابقهٔ حضور دارد.